# Mitterndorf an der Fischa
Mitterndorf an der Fischa é um município da Áustria localizado no distrito de Baden, no estado de Baixa Áustria.